# Беззвучна ретрофлексна преградна съгласна
Беззвучната ретрофлексна преградна съгласна е вид съгласен звук, използван в някои говорими езици, главно в Южна Азия и Австралия. В Международната фонетична азбука той се отбелязва със символа ʈ. Той е сходен с българския звук, обозначаван с „т“, но се учленява с извит нагоре връх на езика.
Беззвучната ретрофлексна преградна съгласна се използва в езици като бенгалски (টাকা, [ʈaka]), хиндустани (टोपी/ٹوپی‎, [ʈoːpiː]), шведски (karta, [ˈkʰɑːʈa]).